# Bruno Soares
Pour les articles homonymes, voir Soares.
Pour le footballeur, voir Bruno Soares (football).
Bruno Soares, né le 27 février 1982 à Belo Horizonte, est un joueur de tennis brésilien, professionnel de 2001 à 2022.

## Carrière

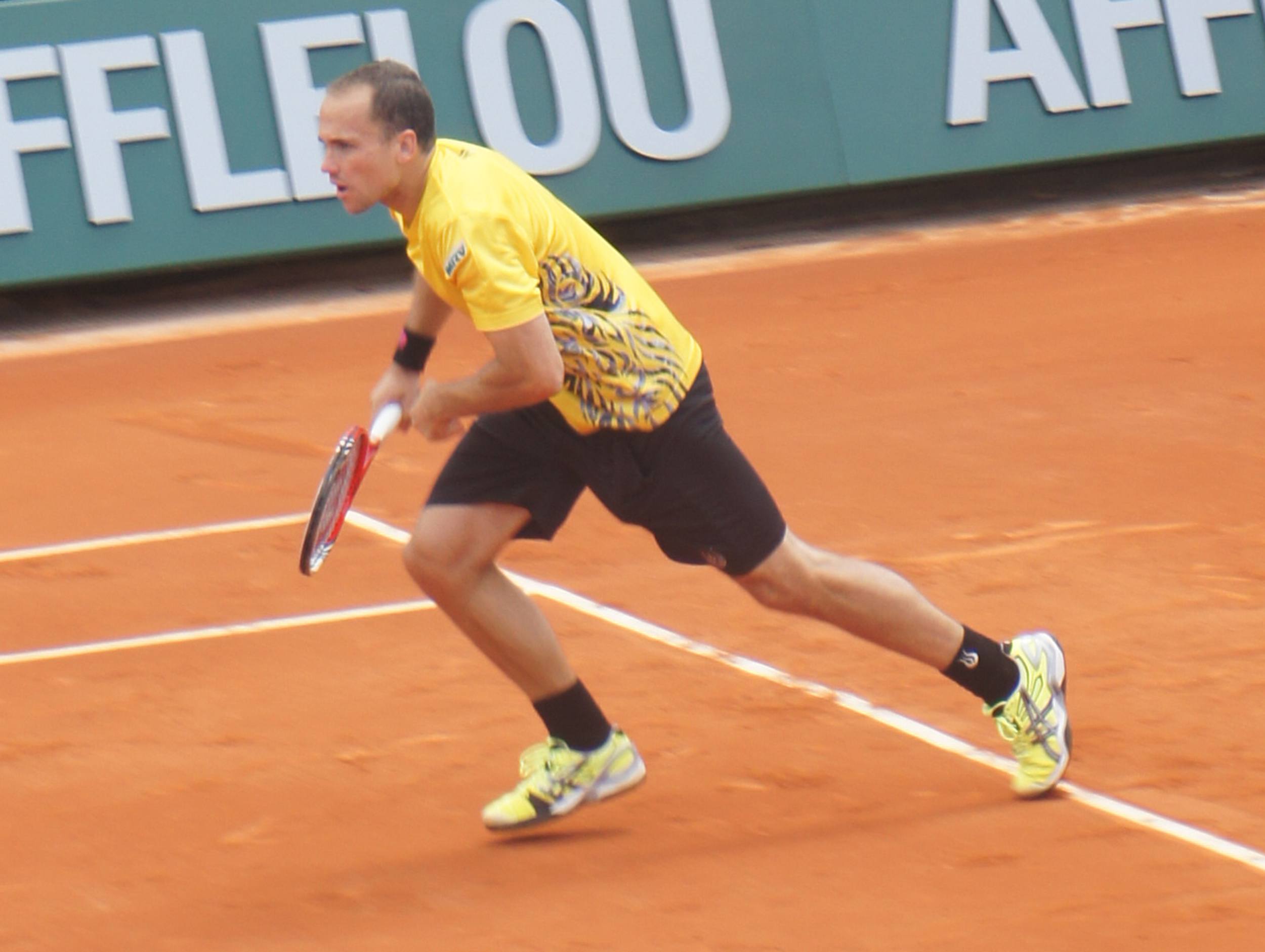
Bruno Soares en 2013.

Spécialiste du double, il a gagné 35 tournois sur le circuit ATP dont l'Open d'Australie et l'US Open avec Jamie Murray en 2016, année au cours de laquelle il monte à la 2e place du classement ATP, et l'US Open 2020 avec Mate Pavić. Il a également atteint 34 autres finales dont celle de l'US Open 2013 et de Roland-Garros 2020.
Ses partenaires principaux sont son compatriote Marcelo Melo (2010-2011), Alexander Peya (2012-2015) et Jamie Murray (2016-2019).
En double mixte, il a remporté l'US Open en 2012 et 2014 et l'Open d'Australie en 2016.
Il a joué en Coupe Davis pour l'équipe du Brésil.
Il joue son dernier match en simple au 1er tour des qualifications du tournoi de Vienne où il est battu au 1er tour, le 25 octobre 2020 par Attila Balázs (2-6, 4-6). 
Son dernier match professionnel a lieu en double avec son partenaire Jamie Murray lors dès 1/16e de finale de l'US Open 2022 où ils sont battus en 2 sets par la paire Hugo Nys / Jan Zieliński, le 2 septembre 2022 (6-7 (2), 6-7 (6)).

## Parcours dans les tournois duGrand Chelem

### En simple
N'a jamais participé à un tableau final.

### En double
| Année | Open d'Australie             | Open d'Australie          | Internationaux de France     | Internationaux de France       | Wimbledon                   | Wimbledon                      | US Open                     | US Open                          |
| ----- | ---------------------------- | ------------------------- | ---------------------------- | ------------------------------ | --------------------------- | ------------------------------ | --------------------------- | -------------------------------- |
| 2008  | —                            | —                         | 1/2 finale Dušan Vemić       | P. Cuevas Luis Horna           | 1er tour (1/32) Dušan Vemić | J. Cerretani V. Hănescu        | 1/4 de finale Dušan Vemić   | M. González Juan Mónaco          |
| 2009  | 1/8 de finale K. Ullyett     | Mardy Fish John Isner     | 1/4 de finale K. Ullyett     | L. Dlouhý Leander Paes         | 1/4 de finale K. Ullyett    | Bob Bryan Mike Bryan           | 2e tour (1/16) K. Ullyett   | J. I. Chela Pablo Cuevas         |
| 2010  | 1er tour (1/32) M. Melo      | L. Mayer H. Zeballos      | 1/4 de finale M. Melo        | J. Knowle Andy Ram             | 2e tour (1/16) M. Melo      | Carsten Ball C. Guccione       | 1/8 de finale M. Melo       | W. Moodie Dick Norman            |
| 2011  | 1er tour (1/32) M. Melo      | F. Polášek I. Zelenay     | 2e tour (1/16) M. Melo       | A. Golubev D. Istomin          | 2e tour (1/16) M. Melo      | C. Kas A. Peya                 | 2e tour (1/16) M. Melo      | J. Delgado J. Marray             |
| 2012  | 1/4 de finale E. Butorac     | Leander Paes R. Štěpánek  | 1/8 de finale E. Butorac     | M. Ebden R. Harrison           | 2e tour (1/16) André Sá     | J. I. Chela E. Schwank         | 1/4 de finale A. Peya       | M. Granollers Marc López         |
| 2013  | 2e tour (1/16) A. Peya       | T. Bellucci B. Paire      | 1/2 finale A. Peya           | Bob Bryan Mike Bryan           | 1/8 de finale A. Peya       | R. Bopanna É. Roger-Vasselin   | Finale A. Peya              | Leander Paes R. Štěpánek         |
| 2014  | 1/8 de finale A. Peya        | M. Llodra N. Mahut        | 2e tour (1/16) A. Peya       | A. Begemann Robin Haase        | 1/4 de finale A. Peya       | V. Pospisil Jack Sock          | 1/4 de finale A. Peya       | M. Granollers Marc López         |
| 2015  | 2e tour (1/16) A. Peya       | O. Marach M. Venus        | 1/4 de finale A. Peya        | Ivan Dodig M. Melo             | 1/4 de finale A. Peya       | Jamie Murray John Peers        | 1er tour (1/32) A. Peya     | P. Oswald A. Shamasdin           |
| 2016  | Victoire Jamie Murray        | D. Nestor R. Štěpánek     | 1/8 de finale Jamie Murray   | M. Matkowski Leander Paes      | 1/4 de finale Jamie Murray  | J. Benneteau É. Roger-Vasselin | Victoire Jamie Murray       | P. Carreño-Busta G. García-López |
| 2017  | 1er tour (1/32) Jamie Murray | Sam Querrey D. Young      | 1/4 de finale Jamie Murray   | S. González D. Young           | 2e tour (1/16) Jamie Murray | Sam Groth R. Lindstedt         | 1/4 de finale Jamie Murray  | J.-J. Rojer Horia Tecău          |
| 2018  | 2e tour (1/16) Jamie Murray  | Leander Paes Purav Raja   | 2e tour (1/16) Jamie Murray  | M. González Nicolás Jarry      | 1/4 de finale Jamie Murray  | Raven Klaasen Michael Venus    | 1/4 de finale Jamie Murray  | Radu Albot Malek Jaziri          |
| 2019  | 1/4 de finale Jamie Murray   | Henri Kontinen John Peers | 1er tour (1/32) Jamie Murray | M. Berrettini L. Sonego        | 2e tour (1/16) Mate Pavić   | S. González A.-U.-H. Qureshi   | 2e tour (1/16) Mate Pavić   | Marcelo Arévalo Jonny O'Mara     |
| 2020  | 1/8 de finale Mate Pavić     | J. Duckworth Marc Polmans | Finale Mate Pavić            | K. Krawietz Andreas Mies       | Annulé                      | Annulé                         | Victoire Mate Pavić         | Wesley Koolhof Nikola Mektić     |
| 2021  | 1/2 finale Jamie Murray      | Rajeev Ram Joe Salisbury  | 2e tour (1/16) Jamie Murray  | Oliver Marach A.-U.-H. Qureshi | 2e tour (1/16) Jamie Murray | A. Golubev Robin Haase         | Finale Jamie Murray         | Rajeev Ram Joe Salisbury         |
| 2022  | 1/8 de finale Jamie Murray   | S. Bolelli F. Fognini     | 2e tour (1/16) Jamie Murray  | M. McDonald Tommy Paul         | 1/8 de finale Jamie Murray  | John Peers Filip Polášek       | 2e tour (1/16) Jamie Murray | Hugo Nys J. Zieliński            |

N.B. : le nom du partenaire se trouve sous le résultat ; le nom des ultimes adversaires se trouve à droite.

### En double mixte
| Année | Open d'Australie            | Open d'Australie               | Internationaux de France     | Internationaux de France    | Wimbledon                    | Wimbledon                     | US Open                       | US Open                       |
| ----- | --------------------------- | ------------------------------ | ---------------------------- | --------------------------- | ---------------------------- | ----------------------------- | ----------------------------- | ----------------------------- |
| 2009  | —                           | —                              | —                            | —                           | 2e tour (1/16) A. Kleybanova | V. Ruano Pascual Stephen Huss | 1er tour (1/16) A. Kleybanova | V. Ruano Pascual Stephen Huss |
| 2010  | —                           | —                              | —                            | —                           | 3e tour (1/8) Hsieh Su-wei   | Y. Shvedova Julian Knowle     | 1er tour (1/16) Hsieh Su-wei  | Liezel Huber Bob Bryan        |
| 2011  | —                           | —                              | 1/4 de finale E. Makarova    | Nadia Petrova Jamie Murray  | 1er tour (1/32) E. Makarova  | A. Kudryavtseva E. Schwank    | 1/4 de finale J. Gajdošová    | Gisela Dulko E. Schwank       |
| 2012  | 1/4 de finale J. Gajdošová  | B. Mattek-Sands Horia Tecău    | 1er tour (1/16) J. Gajdošová | A. Rosolska A. Peya         | 2e tour (1/16) J. Gajdošová  | A.-L. Grönefeld A. Peya       | Victoire E. Makarova          | Květa Peschke M. Matkowski    |
| 2013  | 2e tour (1/8) A. Medina     | Květa Peschke M. Matkowski     | 1/4 de finale L. Raymond     | Liezel Huber Marcelo Melo   | Finale L. Raymond            | K. Mladenovic Daniel Nestor   | 1/2 finale A. Medina          | Abigail Spears S. González    |
| 2014  | 1/4 de finale A. Medina     | Zheng Jie Scott Lipsky         | 1/2 finale Y. Shvedova       | A.-L. Grönefeld J.-J. Rojer | 1/4 de finale Martina Hingis | K. Mladenovic Daniel Nestor   | Victoire Sania Mirza          | Abigail Spears S. González    |
| 2015  | 1/2 finale Sania Mirza      | K. Mladenovic Daniel Nestor    | 1er tour (1/16) Sania Mirza  | A.-L. Grönefeld J.-J. Rojer | 1/4 de finale Sania Mirza    | Tímea Babos A. Peya           | 1er tour (1/16) Sania Mirza   | A. Hlaváčková Łukasz Kubot    |
| 2016  | Victoire Elena Vesnina      | C. Vandeweghe Horia Tecău      | 1/4 de finale Elena Vesnina  | M. Hingis Leander Paes      | 2e tour (1/16) Elena Vesnina | Heather Watson Henri Kontinen | 1/4 de finale Y. Shvedova     | Chan Yung-jan Nenad Zimonjić  |
| 2017  | 2e tour (1/8) K. Siniaková  | Elina Svitolina Chris Guccione | 1er tour (1/16) J. Ostapenko | A. Rosolska M. Venus        | 1/2 finale E. Vesnina        | Heather Watson Henri Kontinen | 1/4 de finale Tímea Babos     | C. Vandeweghe Horia Tecău     |
| 2018  | 1/2 finale E. Makarova      | G. Dabrowski Mate Pavić        | —                            | —                           | 1/4 de finale E. Makarova    | Forfait                       | 2e tour (1/8) Elina Svitolina | Zhang Shuai John Peers        |
| 2019  | 1/2 finale N. Melichar      | Astra Sharma J.-P. Smith       | 1/2 finale N. Melichar       | Latisha Chan Ivan Dodig     | 1/4 de finale N. Melichar    | Yang Zhaoxuan M. Middelkoop   | 2e tour (1/8) N. Melichar     | B. Mattek-Sands Jamie Murray  |
| 2020  | 2e tour (1/8) N. Melichar   | N. Kichenok R. Bopanna         | Annulé                       | Annulé                      | Annulé                       | Annulé                        | Annulé                        | Annulé                        |
| 2021  | 2e tour (1/8) Luisa Stefani | S. Stosur M. Ebden             | 1er tour (1/8) Xu Yifan      | D. Krawczyk J. Salisbury    | —                            | —                             | 1er tour (1/16) S. Stosur     | Alexa Guarachi Neal Skupski   |

N.B. : le nom de la partenaire se trouve sous le résultat ; le nom des ultimes adversaires se trouve à droite.

## Participation auMasters

### En double
| Année | Ville   | Surface    | Partenaire     | Résultats | Résultat final    |
| ----- | ------- | ---------- | -------------- | --------- | ----------------- |
| 2013  | Londres | Dur indoor | Alexander Peya | 2v, 2d    | Demi-finaliste    |
| 2014  | Londres | Dur indoor | Alexander Peya | 1v, 2d    | Éliminé en poules |
| 2016  | Londres | Dur indoor | Jamie Murray   | 3v, 1d    | Demi-finaliste    |
| 2017  | Londres | Dur indoor | Jamie Murray   | 2v, 2d    | Demi-finaliste    |
| 2018  | Londres | Dur indoor | Jamie Murray   | 3v, 1d    | Demi-finaliste    |
| 2020  | Londres | Dur indoor | Mate Pavić     | 2v, 1d    | Éliminé en poules |
| 2021  | Turin   | Dur indoor | Jamie Murray   | 0v, 3d    | Éliminé en poules |

## Classement ATP en fin de saison
| Année          | 2000 | 2001 | 2002 | 2003 | 2004 | 2005 | 2006 | 2007 | 2008 | 2009 | 2010 | 2011 | 2012 | 2013 | 2014 | 2015 | 2016 | 2017 | 2018 | 2019 | 2020 | 2021 |
| Rang en double | 843  | 484  | 286  | 234  | 116  | 238  | 1631 | 189  | 23   | 22   | 35   | 19   | 19   | 3    | 10   | 22   | 3    | 10   | 7    | 21   | 7    | 16   |

Source : (en) Classements de Bruno Soares sur le site officiel de la Fédération internationale de tennis